# 다테 다다무네

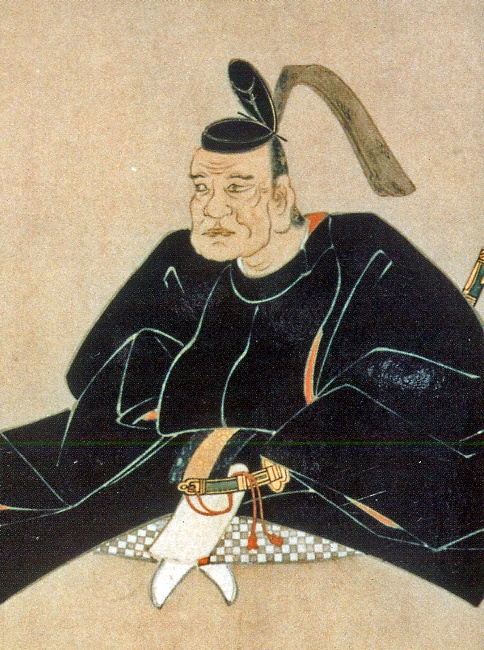
다테 다다무네

다테 다다무네(일본어: 伊達忠宗, 1600년 1월 23일 ~ 1658년 8월 10일)는 일본 에도 시대의 다이묘로, 센다이번의 2대 번주이다. 어릴 적 이름은 도라키쿠마루(虎菊丸)이다.
게이초 4년, 다테 마사무네(伊達政宗)의 둘째 아들로 태어났다. 생모는 마사무네의 정실부인인 메고히메이다. 서장자였던 형 히데무네는 게이초 19년(1614년) 오사카 전투에서 아버지 마사무네와 함께 출진하여, 도쿠가와 이에야스로부터 참전의 공에 대한 포상으로 마사무네에게 주어진 이요 우와지마번 10만 석 영지를 별가(別家)로서 계승하여, 그 초대 번주가 되었다. 그 때문에 다다무네가 본가의 후계자로 지명되었다. 간에이 13년(1636년), 마사무네가 사망함에 따라 38세의 나이로 가문을 계승하고 번주 자리에 올랐다.
다다무네는 도쿠가와 이에야스의 딸 이치히메와 약혼하였으나 이치히메가 요절하였기 때문에, 이케다 데루마사의 딸로 도쿠가와 히데타다의 양녀가 된 후리히메를 아내로 맞이했다. 이처럼 도쿠가와 가문으로부터 아내를 맞이하면서 막부와의 관계를 강화하는 한편, 센다이 번의 지위와 기반 강화에 힘써서 큰 공적을 남겼기 때문에 ‘수성의 명군’이라는 평을 얻었다. 만지 원년(1658년)에 사망하였는데, 맏아들 도라치요(虎千代丸)가 일찍 사망하였고, 쇼호 2년에 둘째 아들 미쓰무네도 요절하였으므로, 여섯째 아들인 쓰나무네가 그 뒤를 이었다.
| 전임 다테 마사무네 | 제2대 센다이번 번주 1636년 ~ 1658년 | 후임 다테 쓰나무네 |